# Verein Jugendheim

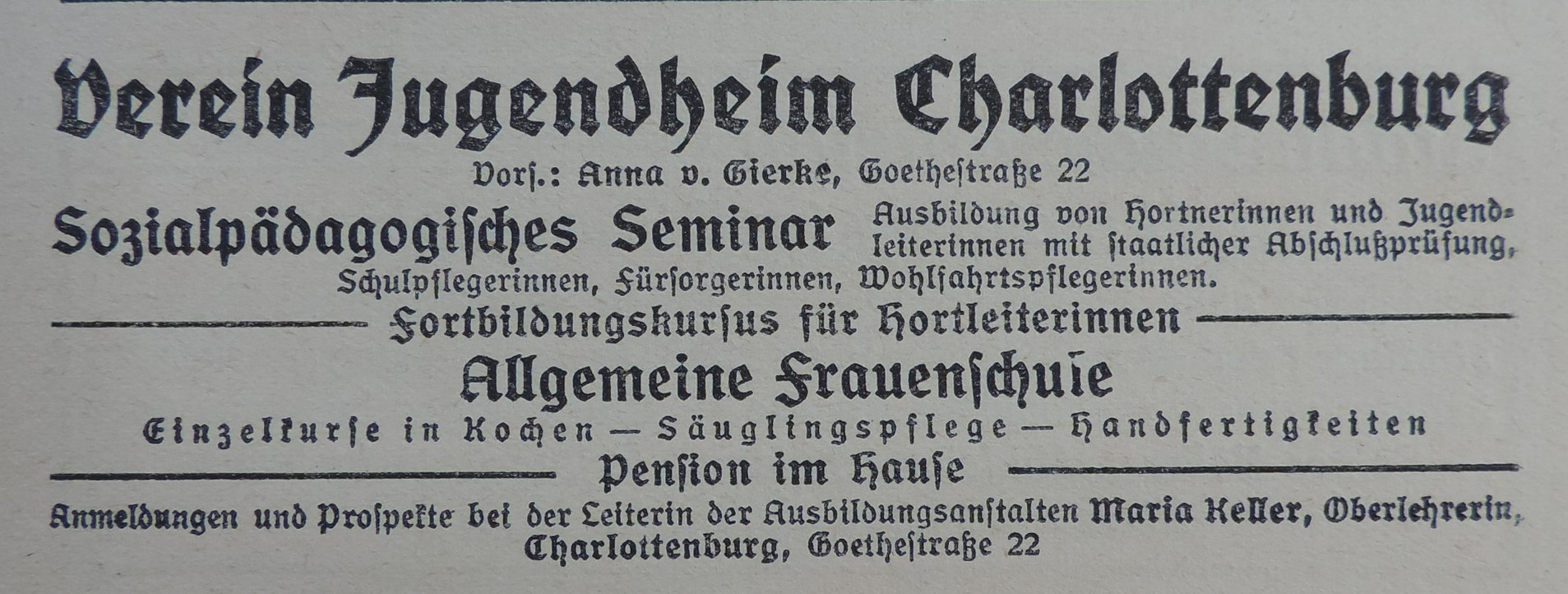
Anzeige für den Verein, archiviert im Ida-Seele-Archiv

Der Verein Jugendheim e. V. war eine sozialpädagogische Einrichtung in Charlottenburg. Die Institution war „die wohl bedeutendste und langjährig einflussreichste private soziale Initiative in Charlottenburg“ die sich bis zu ihrer zwangsweisen Schließung durch die Nationalsozialisten „zu einem vielfach kopierten Modellprojekt“ entwickelte.

## Anfänge
Der Verein Jugendheim e. V. wurde auf Initiative von Helene Weber, der Mutter der Soziologen Max Weber und Alfred Weber, sowie der Fabrikantengattin Hedwig Heyl am 9. Februar 1894 in der Stadt Charlottenburg, heute ein Ortsteil des Berliner Bezirks Charlottenburg-Wilmersdorf, ins Leben gerufen. Er ist hervorgegangen
aus einem von Hedwig Heyl 1883 für die Kinder ihrer Fabrikarbeiter errichteten Jugendheim. Sie verwirklichte hier zum ersten mal die von ihr und Frau Henriette Schrader erarbeiteten pädagogischen Ideen und Methoden bei der Erziehung von Schulkindern.
Wegen des guten Rufs ihrer Anstalt bat der Charlottenburger Bürgermeister Hans Fritsche Hedwig Heyl, die Einrichtung nicht nur für die Kinder der Arbeiter der Heylschen Farbenfabrik, sondern für alle Charlottenburger Kinder zu öffnen. Im Herbst 1892 wurde die Einrichtung unter recht ungünstigen Umständen in Klassenräumen einer Charlottenburger Schule eröffnet. Zu den durchweg ehrenamtlichen und ungelernten Helferinnen gehörte die damals achtzehnjährige Anna von Gierke. Um das Projekt auf eine breitere Basis zu stellen, wurde der Verein Jugendheim gegründet. Zur selben Zeit zog das Jugendheim mit zunächst 54 Kindern in eine Hinterhauswohnung in der Pestalozzistraße und Ende 1895 in Räume einer neu erbauten benachbarten Schule.

## Weiterentwicklung des Vereins
Schnell avancierte die Einrichtung, die vordergründig die Linderung von sozialer Not bei Kindern der Arbeiterklasse zum Ziel hatte, zum Vorbild für die weitere Ausbreitung des Hortwesens bzw. der Schulkinderfürsorge in neue Stadtviertel von Charlottenburg bzw. Berlin. Im Jahr 1898 übernahm Anna von Gierke, die zuvor das Kindergärtnerinnenseminar des Pestalozzi-Fröbel-Hauses besucht hatte, die Leitung des Jugendheims. Sie erhielt das bescheidene Gehalt von 100 Mark. Unter ihrer Federführung erweiterte sich sein Aufgabenfeld enorm. Bald wurden auch Jungen betreut, ein Kinderheim für Jungen und Mädchen, Tagesheime und ein Nachtheim, Kinderkrippen, Kindergärten, Sonderhorte unter anderem soziale Einrichtungen gegründet, die an verschiedenen Orten der Stadt verteilt waren. Anna von Gierke stellte mit Martha Abicht eine ausgebildete Kindergärtnerin ein und beschäftigte bis zu 60 ehrenamtliche Mitarbeiterinnen:
Das Jahr 1907 brachte als neue große Aufgabe die Einrichtung und den Betrieb der städtischen Schulspeisung. Zunächst war sie auf 50 Kinder beschränkt, im Jahr 1913 wurden 875, bei Ausbruch des Ersten Weltkrieges 1875 Kinder gespeist. Anna von Gierke war es sofort klar, daß Schulspeisung und Hort zusammengehören, ja daß wirksame Schulkinderfürsorge überhaupt nur bei Verschmelzung beider durchgeführt werden konnte.
Am 19. November 1910 konnte das Zentralhaus in der Goethestraße 22 seiner Bestimmung übergeben werden und wurde von Kaiserin Auguste Viktoria eröffnet. In dem geräumigen Haus war nun Platz unter anderem für die Bereiche, Krippe, Kindergarten, Hort, Versorgungsküche, Lehrküche, Buchbinderei, Schneiderei, ferner Zimmer für Pensionärinnen und Lehrerinnen sowie genügend Räume für das Sozialpädagogische Seminar. Ferner waren unter anderem folgende Geschäftsstellen untergebracht:
- 1. Fünfter Wohlfahrtsverband, Reichsfachgruppe für Erziehungsfürsorge
- 2. Fünfter Wohlfahrtsverband, Landesverband Berlin
- 3. Fünfter Wohlfahrtsverband, Landesverband Brandenburg
- 4. Humanitas
- 5. Berliner Frauenkonferenz
- 6. Bezirksverband Charlottenburg des Stadtverbandes Berliner Frauenkonferenz
- 7. Stadtverband Berliner Frauenverein (Provinzialverband des Bundes Deutscher Frauenvereine)
- 8. Eheberatungsstelle des Stadtverbandes Berliner Frauenvereine
- 9. Deutscher Verband für Schulkinderpflege
- 10. Charlottenburger Hausfrauenverein
- 11. Gewerkverein der Heimarbeiterinnen Charlottenburg
- 12. Verein Abendheim
- 13. Büro der 32. Wohlfahrtskommission Charlottenburg
- 14. Redaktion der Wochenschrift "Soziale Arbeit".[9]

1934 wurde der Verein Jugendheim e. V. aufgelöst und seine Einrichtungen in das Pestalozzi-Fröbel-Haus überführt.

## Sozialpädagogisches Seminar

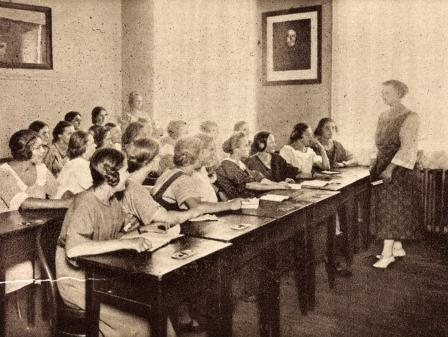
Sozialpädagogisches Seminar, archiviert im Ida-Seele-Archiv

Anna von Gierke erkannte die mangelnde berufliche Vorbereitung des Personals und bot darum 1910 erste Ausbildungskurse, ohne allgemein gültigen Ausbildungsplan und individuell auf jede Schülerin abgestimmt, für Hortleiterinnen und Schulkinderpflegerinnen an. Bereits ein Jahr später wurden unter dem Namen Sozialpädagogisches Seminar zweijährige Ausbildungskurse eingeführt. Im Herbst 1915 fand die erste staatlich anerkannte Hortnerinnenprüfung statt. Das Sozialpädagogische Seminar erfreute sich schnell eines guten Rufes und wurde in späteren Jahren „die entscheidend wichtige Zentrale für die Ausbildung in der Jugendpflege“. Bedeutende Personen der Wohlfahrtspflege unterrichten an der Bildungsinstitution:
- Anna von Gierke: Tagesfragen der sozialen Arbeit
- Marie Baum:  Geschichte und Einzelprobleme der Wohlfahrtspflege
- Hilde Lion:  Psychologie, Pädagogik, Frauenbewegung, Allgemeine Methodik mit besonderer         Berücksichtigung der Volksschulfragen und der Erziehungs- und Unterrichtsprobleme von Hauswirtschafts- und Kinderpflegerinnenschulen, Kindergärtnerinnen- und Hortnerinnenseminaren
- Eleonore Astfalck unterrichtete Jugendliteratur, praktische Erziehungslehre, Berufskunde und Geschichte der Pädagogik
- Johanna Nacken war Werklehrerin
- Hilde Schenk: Parteiprogramme und Einzelfragen aus Rechts- und Staatskunde
- Georg Netzband: Fragen der künstlerischen Gestaltung, Anleitung zur Kunstbetrachtung mit Kindern
- Hans Stier: Epochengeschichte (Mittelalter – Neuzeit)
- Hildegard von Gierke: Naturkundeunterricht
- Emma Carp: Methodik der Beschäftigungslehre
- Emmy Wolff: Dichtung des 19. und 20. Jahrhunderts
- Hildegard Tauscher: Gymnastik für Kinder
- Hilde Hecker: Kulturkundeunterricht
- Lucy Corvinus (Leiterin des sogenannten Psychopathenkindergartens im Pestalozzi-Fröbel-Haus): Das entwicklungsgehemmte Kind

## Landjugendheim Finkenkrug
1921 erwarb der Verein in Finkenkrug, westlich von Berlin gelegen, ein großes verwildertes Areal am Havelländer Weg/ Ecke Heideweg und errichtete darauf eine Erholungsstätte. Anna von Gierke und ihre damalige Lebenspartnerin Martha Abicht verbrachten viel Zeit im Landjugendheim, trieben den Auf- und Ausbau voran, hielten dort Kurse, halfen bei der Land- und Gartenarbeit, unterrichteten oder spielten mit den Kindern u. dgl. m. Das Landjugendheim Finkenkrug wurde zuerst von Alice Bendix, dann von Isa Gruner geleitet. Über die Einrichtung ist in einem Bericht aus dem Jahre 1931 nachzulesen:
Was ist das Landjugendheim?
Es ist eine Zweiganstalt des Jugendheims in Finkenkrug, mitten im Walde gelegen mit 63 Morgen Land, mit Erholungsstätten für Kinder, Angestellte und Schülerinnen des Jugendheims, mit Ausbildungsstätten für Haushaltungsschülerinnen und Kinderheimpflegrinnen, mit Lehrbetrieb in Landwirtschaft, in Gärtnerei und Geflügelzucht. Zur Ergänzung ihrer Ausbildung verbringt jede Schülerin des sozialpädagogischen Seminars des Vereins Jugendheim hier zwei Wochen ihrer Seminarzeit, um durch Mitarbeit in Haus, Garten und Stall auch einen ländlichen Betrieb kennenzulernen. Für die studierende und arbeitende Jugend werden in Finkenkrug vom Sozialen Institut des Jugendheims (1928 als Fortbildungseinrichtung für Fürsorgerinnen, Jugendleiterinnen, Juristinnen, Schwestern etc. gegründet)… Freizeiten veranstaltet, um der Großstadtjugend am Wochenende eine Ausspannung zu verschaffen, die sie wieder Abstand gewinnen läßt von dem täglichen Berufsleben und der Unruhe der Großstadt
A) Ausbildungslehrgänge des Landjugendheims
1. Hauswirtschaftliches Lehrjahr, einjähriger Kursus
2. Kinderheimpflegerinnen, einjähriger Kursus
3. Gärtnerische Fachausbildung für weibliche Lehrlinge, Dauer 3 Jahre, Gartengehilfinnenexamen vor der Landwirtschaftskammer
4. Fachliche Ausbildung für Geflügelzuchtgehilfinnen, Dauer 2 Jahre, staatliche Abschlussprüfung der Landwirtschaftskammer
Gesamtzahl der Schülerinnen: 35
B) Kinderanstalten
1. Kindererholungsheim, das ganze Jahr geöffnet (Knaben und Mädchen im Alter von 3–14 Jahren)
2. Kinderheim, für Dauerkinder aus schwierigen Familienverhältnissen (Knaben und Mädchen im Alter von 3–14 Jahren)
Gesamtzahl der Plätze 55
C) Landwirtschaft
1. Stall, Kühe, Schweine, Hühner
2. Garten, 4 Morgen Gartenland, 1 Gewächshaus
3. Ackerwirtschaft, 28 Morgen Ackerland, 6 Morgen natürliche Parkanlagen, 4 Pferde mit Fuhrwerk, 11 Völker Bienen.

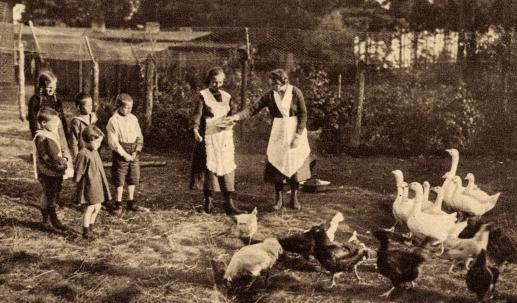
Hühner und andere Tiere lebten auf dem Gelände des Landjugendheims, archiviert im Ida-Seele-Archiv

Ende der 1920er Jahre wurden Kurse für praktische Frauenbildung angeboten, beispielsweise in Handfertigkeiten, Papparbeiten für Anfänger und Fortgeschrittene, Bastel- und Webearbeiten, Improvisation am Klavier, Gymnastik, Sing- und Musizierabende, Spiele und Rhythmik. Letztgenannte Fortbildungsangebote wurden von Hildegard Tauscher und Charlotte Blensdorf, Tochter von Otto Blensdorf (erster deutscher Rhythmiklehrer), durchgeführt. Lehrinhalte waren:
Einführung in die musikalischen Grundbegriffe und musikalischen Formen in Verbindung mit Körperbewegung und Körperbildung. Handhabung des Schlagorchesters. Anwendung der Rhythmik in der Arbeit mit Kindern und Schwerziehbaren.
1932 bezogen 20 Arbeitslose eine Baracke zum freiwilligen Arbeitsdienst. Sie arbeiteten überwiegend auf den umliegenden Feldern. Ferner ist noch im gleichen Jahr ein achtmonatiger Kurs zur Einführung in die Arbeit auf dem Lande in Siedlungen, Randsiedlungen und Heimen… eingerichtet worden.
Ab 1934 hatte der Musikpädagoge Fritz Jöde von der Berliner Staatlichen Akademie für Kirchen- und Schulmusik teilweise das Landjugendheim als Musikheim benutzt. Aber auch Gruppen des Bundes Deutscher Mädel sowie der Hitlerjugend wurden Räumlichkeiten zur Verfügung gestellt.
Das Landjugendheim Finkenkrug konnte sich dem Zugriff durch die NS-Volkswohlfahrt entziehen. Es war unter anderem Zufluchtsort für bedrohte nichtarische Kinder, die von dort in das rettende Ausland gebracht wurden. Laut einer noch erhaltenen Liste waren mindestens 15 Kinder jüdischer Abstammung… während der Herrschaft der Nationalsozialisten im Landjugendheim Finkenkrug versteckt, die teilweise mit Unterstützung von Elisabet von Harnack dorthin vermittelt wurden. Isa Gruner listete im Rückblick folgende 15 Kinder auf:
I. Inge Mendelsohn
von I935–I937 im Heim, wurde durch Vermittlung  nach England geschickt.
2. Hilde Gerber
von I934–I937 im Heim, kam durch unsere Vermittlung nach Schweden.
3. Lotte Hoffmann
Jüdische Adoptiveltern nahmen sich I939 das Leben. Kind war von I938–I939
im Heim, kam durch Vermittlung nach England.
4. Joachim Hoffmann
Von I938–I940 im Heim, Mutter starb im KZ in Lettland.
5. Peter Lehmgruber
War von I937–I939 im Heim, Mutter war im KZ, Vater nach England ausgewandert. Peter
kam durch unsere Vermittlung zum Vater nach England.
6. Claus Wiener
Jüdischer Vater tot, Bruder in Palästina. War von I939–I945 im Heim,
wanderte dann nach Palästina zum Bruder aus.
7. Christa Schmey
War von I940–I950 im Heim, Mutter war I940 ebenfalls im Heim. Kam von dort
ins Kz Ravensbrück und starb dort 4I.
8. Ruth Reidys
Mutter in einem Getto in Lettland, Kind war von I94I bis I945  im Heim,
kam dann nach England.
9./I0 Georg und Andreas Mayer-Hanno
Waren zwei Jahre während des Krieges im Heim, Mutter lebte versteckt, Vater wurde
von den Nazis umgebracht.
II. Joachim Wertheimer
war von I938–I940 im Heim.
I2. Hilde Rotschild genannt Eichwald
War von I939–I940 im Heim.
I3. Lothar Springer
War von I939–I942 im Heim.
I4. Raoul Lewin
War von I939–I940 im Heim, Mutter im KZ., Vater blinder Jude in England. Junge
kam I940 nach Amerika.
1950 hatten die neuen Machthaber das Landjugendheim Finkenkrug enteignet und aufgelöst. Isa Gruner floh in einer Nacht und Nebel Aktion mit den letzten Heimkindern, deren Eltern in den Konzentrationslagern oder im Krieg umgekommen waren, in den Westen von Berlin. In den Räumen des Landjugendheims wurde ein Sonderschulheim errichtet, das bis 1981 existierte. Anschließend wurden die Gebäude und das parkähnliche Areal durch den örtlichen Straßenbaubetrieb als Bauhof genutzt. In den 1990er Jahren fielen die letzten inzwischen baufällig gewordenen Originalbauten den Abrissbaggern zum Opfer. Heute befinden sich auf dem ehemaligen Gelände des Landjugendheims am Havelländer Weg Stadtvillen sowie ein Bürohaus. Seit Mitte des Jahres 2011 erinnert ein Findling an die einstige sozialpädagogische Einrichtung sowie an Anna von Gierke, Alice Bendix und Isa Gruner.

## Ehemalige Jugendheimer
Ende der 1940er/Anfang der 1950er Jahre begannen die Jugendheimer sich im Rhythmus von zwei Jahren wieder zu versammeln. Aus ganz Deutschland (sogar aus der DDR), aus Schweden, England und Dänemark kamen die Ehemaligen. Bei den Treffen, organisiert unter anderem von Isa Gruner, Suse Lindemann und Gerda Zurelli, wurden nicht nur Erinnerungen ausgetauscht; sie dienten auch der Fortbildung. Darum standen unter anderem pädagogisch-psychologische Themen auf dem Programm. Ein besonderes Ereignis war der 100. Geburtstag von Anna von Gierke. Aus diesem Anlass trafen sich die Jugendheimer im Bürgersaal des Charlottenburger Rathauses. Studierende der Berliner Universität der Künste sorgten für die musikalische Umrahmung, Dr. Anneliese Buß sprach über „Das Werk Anna von Gierkes. Idee und Wirklichkeit“ und Gerda Zurelli referierte über „Das Jugendheim – ein Phänomen“.
Als letzte Jugendheimerinnen trafen sich noch 1996 Hertha Jonghaus (1901–2000) und Edith Köhn (1903–2005).